# Rajd Sojuz 1986
Rajd Sojuz 1986 (Ralli Sojuz 1986) – kolejna edycja rajdu samochodowego Rajd Sojuz rozgrywanego w ZSRR. Rozgrywany był od 14 do 16 lutego 1986 roku. Rajd był pierwszą rundą Rajdowego Pucharu Pokoju i Przyjaźni w roku 1986.

## Klasyfikacja rajdu
| Miejsce                        | Kierowca                       | Pilot                          | Samochód                       | Czas                           | Strata                         |                                |
| Klasyfikacja generalna i RPPiP | Klasyfikacja generalna i RPPiP | Klasyfikacja generalna i RPPiP | Klasyfikacja generalna i RPPiP | Klasyfikacja generalna i RPPiP | Klasyfikacja generalna i RPPiP | Klasyfikacja generalna i RPPiP |
| ------------------------------ | ------------------------------ | ------------------------------ | ------------------------------ | ------------------------------ | ------------------------------ | ------------------------------ |
| 1.                             | Jiří Urban                     | Jiří Klíma                     | Škoda 130 LR                   | 2:25:40                        | -                              |                                |
| 2.                             | Hardi Mets                     | Udo Mets                       | Lada VAZ 2105 VFTS             | 2:27:06                        | +1:26                          |                                |
| 3.                             | Vallo Soots                    | Toomas Putmaker                | Lada VAZ 2105 VFTS             | 2:27:20                        | +1:40                          |                                |
| 4.                             | Marian Bublewicz               | Ryszard Żyszkowski             | FSO Polonez 2000               | 2:28:07                        | +2:27                          |                                |
| 5.                             | Valeriy Filimonov              | Mikhail Devel                  | Moskvich 2140 SL               | 2:29:35                        | +3:55                          |                                |
| 6.                             | Aavo Pikkuus                   | Aarne Timusk                   | Lada VAZ 2105 VFTS             | 2:30:04                        | +4:24                          |                                |
| 7.                             | Jānis Lavrinovich              | Raimondas Pokulis              | Lada VAZ 2105 VFTS             | 2:30:08                        | +4:28                          |                                |
| 8.                             | Raido Rüütel                   | Tõnu Vunn                      | Lada VAZ 2105 VFTS             | 2:31:34                        | +5:54                          |                                |
| 9.                             | Václav Blahna                  | Pavel Schovánek                | Lada VAZ 2105 VFTS             | 2:31:35                        | +5:55                          |                                |
| 10.                            | Eedo Raide                     | Georg Valdek                   | Lada VAZ 2105 VFTS             | 2:32:35                        | +6:55                          |                                |

| Miejsce                      | Państwo                      | Wynik                        |
| Klasyfikacja drużynowa CoPaF | Klasyfikacja drużynowa CoPaF | Klasyfikacja drużynowa CoPaF |
| ---------------------------- | ---------------------------- | ---------------------------- |
| 1.                           | ZSRR                         | 26641                        |
| 2.                           | Czechosłowacja               | 27202                        |
| 3.                           | Polska                       | 28961                        |
| 4.                           | Bułgaria                     | 30279                        |
| 5.                           | NRD                          | 32562                        |
| 6.                           | Rumunia                      | 36881                        |